# Iperborea
Iperborea (AFI: /iperˈbɔrea/) era una terra leggendaria, patria del mitico popolo degli Iperborei.

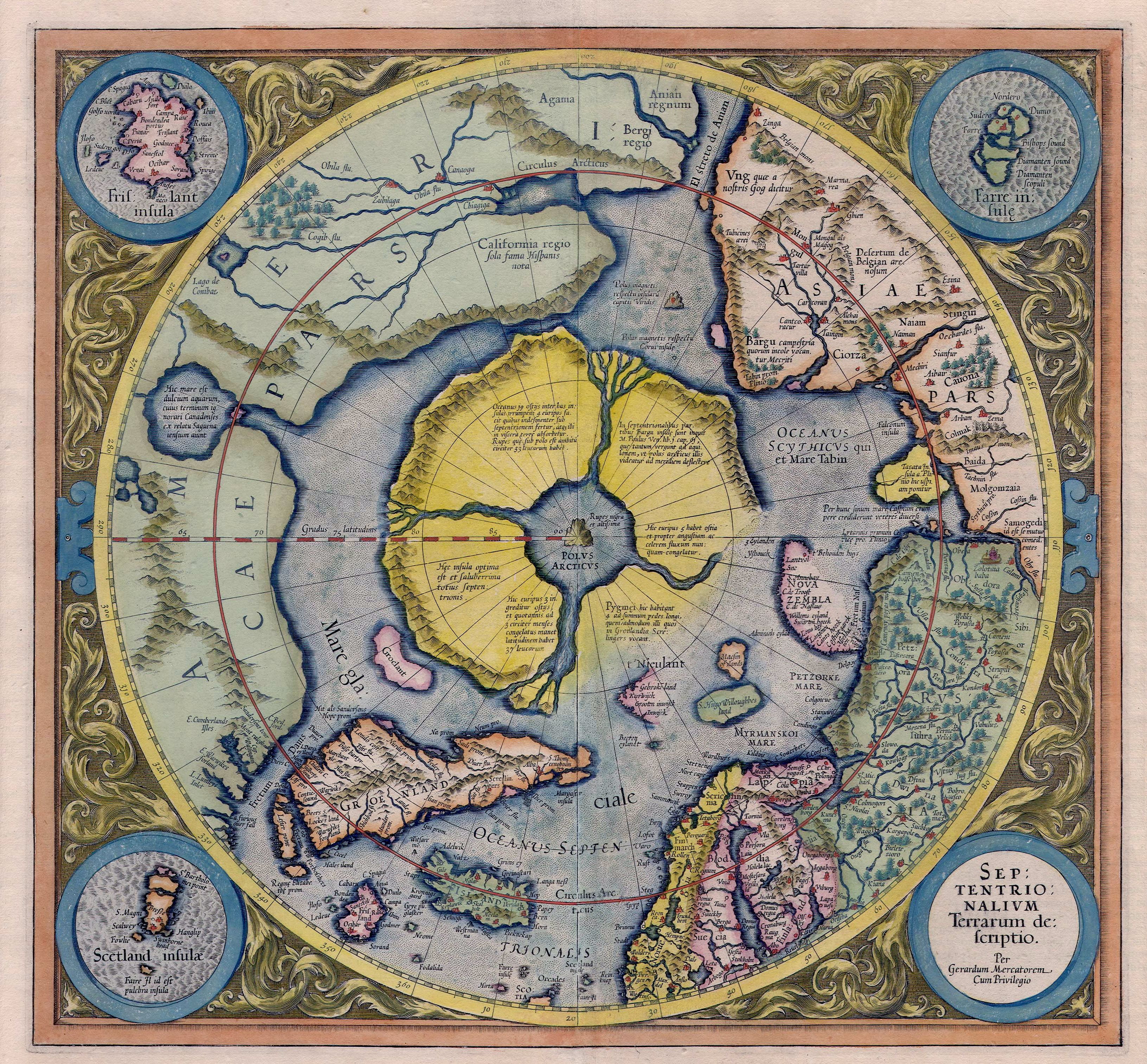
Continente nordico in una mappa di Mercatore del 1595.

Nei miti della religione greca e nelle dottrine dei loro storici (tra cui Erodoto), gli Iperborei (Ὑπερβόρεoι, «coloro [che vivono] oltre βορέας», la sede di Borea) erano un popolo che viveva in una terra lontanissima situata a nord della Grecia. Questa regione era un paese perfetto, illuminato dal sole splendente per sei mesi all'anno. L'appellativo di iperboreo viene riferito da Giamblico nel suo catalogo di pitagorici ad Abaris il quale viene appellato in tal modo anche da Nicomaco mentre Eliano riferisce che, a quanto detto da Aristotele, Pitagora era chiamato dai Crotoniati Apollo Iperboreo.

## Fonti letterarie sugli Iperborei
Ecateo di Mileto (VI secolo a.C.) colloca gli Iperborei all'estremo Nord, tra l'Oceano (inteso come l'anello d'acqua che la cultura greca immaginava scorrere attorno alle terre emerse come se fosse un fiume) e i monti Rifei.
Ecateo di Abdera (IV-II secolo a.C.), autore di un'opera Sugli Iperborei di cui ci sono pervenuti solo alcuni frammenti, li colloca in un'isola dell'Oceano "non minore della Sicilia per estensione". Su quest'isola, dalla quale è possibile vedere la luna da vicino, i tre figli di Borea rendono culto ad Apollo, accompagnati dal canto di una schiera di cigni originari dei monti Rifei.
Esiodo colloca gli Iperborei "presso le alte cascate dell'Eridano (Ἐριδανός) dal profondo alveo". 
La cultura greca formulò numerose proposte in merito alla sede geografica di questo fiume e due fonti in particolare ci trasmettono la nozione secondo cui l'Eridano sfociasse nell'Oceano settentrionale: Ferecide di Atene ed Erodoto, anche se in seguito esso venne identificato col fiume Po.
Pindaro colloca gli Iperborei nella regione delle "ombrose sorgenti" del fiume Istro (in greco Ἴστρος, l'attuale Danubio). In un passo del Prometeo Liberato Eschilo ricorda la fonte dell'Istro come situata nel paese degli Iperborei e nei monti Rifei; Ellanico di Lesbo e Damaste di Sigeo pongono la sede iperborea oltre i monti Rifei; quest'ultimo, inoltre, ricorda i monti Rifei come situati a nord dei grifoni guardiani dell'oro (si veda a tale proposito il poema di Aristea di Proconneso sugli Issedoni).
Erodoto riassunse un poema di Aristea di Proconneso, ora perduto, nel quale l'autore riferiva di un proprio viaggio compiuto per ispirazione di Apollo in regioni lontane, sino al paese degli Issedoni, "al di là" dei quali vi sarebbero stati gli Arimaspi monocoli, i grifoni custodi dell'oro e infine gli Iperborei, che vivevano in una terra dove il clima era sempre primaverile e piume volteggiavano nell'aria.
Per tutte queste caratteristiche idilliache, iperboreo assunse in greco il significato di "felice", "beato".

## Iperborea nell'età moderna

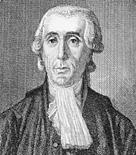
Jean Sylvain Bailly (1736 – 1793)

L'astronomo e letterato francese Jean Sylvain Bailly, verso la fine del Settecento, fu il primo autore moderno a tornare a parlare di Iperborea, in alcune tra le sue opere più importanti, tra cui le Lettres sur l'Atlantide de Platon (1779) e l'Essai sur les fables et sur leur histoire (postumo, 1798). Egli unì la tradizione di Iperborea al mito di Atlantide, ipotizzando l'esistenza di un'antichissima civiltà nordica. Bailly, nella sua concezione della storia, sosteneva infatti la tesi secondo cui un'Atlantide Iperborea nordica fosse la civiltà originaria del genere umano, che essa avesse inventato le arti e le scienza e che avesse "civilizzato" i Cinesi, gli Indiani, gli Egizi e tutti i popoli dell'antichità.
Egli posizionò questo popolo primordiale nel lontano nord dell'Eurasia, nell'isola di Spitzbergen, nei pressi della Siberia, argomentando che quelle dovevano essere state le prime terre abitabili quando la Terra, originariamente incandescente ed inospitale alla vita secondo le ipotesi paleoclimatiche teorizzate da Buffon e Mairan, aveva incominciato a raffreddarsi. Il costante raffreddamento della Terra le aveva però, successivamente, rese inabitabili e aveva seppellito l'ancestrale territorio di questa civiltà sotto il ghiaccio, in modo da perdere completamente le tracce degli Atlantidei, e obbligando i loro discendenti a spostarsi più a sud per colonizzare le altre zone del globo.
Sebbene l'antirazzista Bailly non avesse fatto riferimento ad alcun tipo di razza umana, da qui a teorizzare un'origine iperborea della "razza ariana" il passo fu breve. Helena Blavatsky descrisse ne La dottrina segreta una storia occulta dell'umanità, nella quale Iperborea era rappresentata come un continente polare che si estendeva dall'attuale Groenlandia fino alla Kamčatka e sarebbe stata la sede della seconda razza dell'umanità, esseri androgini dalle fattezze mostruose.
Friedrich Nietzsche ne L'Anticristo dice:
Né per mare o per terra troverai il cammino che porta agli Iperborei,
già recitava Pindaro di noi. Oltre il Nord, oltre il ghiaccio, oltre la morte- la vita nostra, la felicità nostra...»
Si riferisce a se stesso e ai suoi lettori elitari, in quanto già nella prefazione del libro precisa:
«Appartiene ai pochissimi questo libro. Non ne è venuto al mondo neppure uno di costoro, forse. [...] V'è chi nasce postumo».
Miguel Serrano, scrittore cileno appartenente al filone occultista neonazista, affermò (influenzato dal teorico della paleoastronautica Robert Charroux) esplicitamente che Iperborea sarebbe stata la prima casa degli ariani dopo lo sbarco sulla Terra dalla "dimensione del raggio verde", che sarebbe stato possibile grazie a una "fessura cosmica" di Venere. La progenie degli ariani con gli "uomini-bestia" allora presenti avrebbe dato origine all'umanità. Questo tuttavia fece sì che gli iperborei perdessero la grazia originale e che la loro terra sprofondasse dentro la Terra cava, dove, nelle città sotterranee di Shambhala e Agartha, ancora si troverebbero uomini-dei di pura discendenza ariana.
Tra gli scrittori che in una magica terra chiamata "Hyperborea" hanno ambientato le loro storie di fantasia vi sono H.P. Lovecraft, Robert E. Howard, Clark Ashton Smith e Miloš Crnjanski.

## Identificazioni
Alcune persone hanno voluto identificare la terra degli Iperborei con la stessa Atlantide, che in tempi antichissimi sarebbe stata sommersa (più di 11 000 anni fa), ed era estesa dalle coste occidentali dell'Irlanda alla Groenlandia, comprendendo interamente l'Islanda. Altri l'hanno identificata con Thule; altri ancora semplicemente con la Scandinavia e il Nord Europa (ad es. alcuni autori greci come Aristotele e Strabone).

## Iperborea nella cultura di massa

### Musica
- Il cantautore Francesco Guccini nel 2012 intitola il suo album L'ultima Thule, nella copertina infatti viene raffigurata una nave in avanscoperta nei mari del circolo polare artico, luoghi dove si pensa che ci fosse stata l'isola di Thule
- Il musicista black metal, ambient e neofolk norvegese Varg Vikernes è noto per un blog, per un canale YouTube, per un canale sulla piattaforma di hosting video BitChute e per un profilo Twitter chiamati "Thulêan Perspective". Inoltre un suo album si chiama Thulêan Mysteries[14] e recentemente ha espresso varie teorie sull'origine pagana indoeuropea o pre-indoeuropea del mito dell'ultima Thule e quindi, secondo lui, anche del mito dell'Iperborea[senza fonte]. Sostiene inoltre una teoria archeologica sull'origine degli Iperborei, che sarebbero gli antichi Neandertal, secondo lui progenitori della "razza nordica" nativa europea.
- Una lunga suite estratta dall'album Land Of Legends degli Anno Mundi, pubblicato nel 2020, è stata intitolata Hyperborea, con testi che evocano il contesto fantasy e surreale descritto dallo scrittore Robert E. Howard.
- Brano dell'omonimo album Hyperborea del 1983 dei Tangerine Dream

### Fumetti
- La popolazione degli elfi iperborei compare nella saga disneyana di "Topolino e la Spada di Ghiaccio", in particolare nel secondo capitolo ("Topolino e il torneo dell'Argaar") il campione degli elfi è un taciturno arciere chiamato Fyr l'Iperboreo.
- Hyperborea è una terra visitata da Conan, personaggio creato da Robert E. Howard, anche nella sua trasposizione a fumetti che, dal 1970 al 1996 e successivamente dal 2003 al 2017, è stata rispettivamente pubblicata dalle case editrici Marvel e Dark Horse.